# Трипо Симонути
Трипо Симонути (итал. Tripo Simonutti; Котор, 16. јул 1932) је југословенски и српски виолиниста. Дипломирао је виолину на Музичкој академији у Београду. Постдипломске студије завршио је у Прагу у класи професора Александра Плочека. Живи у Београду.

## Биографија
Трипо Симонути је одржавао концерте широм света и био солиста многих познатих оркестара. Снимио је 23 грамофонске плоче, три компакт диска и десетак касета. Правио је тонске записе за све радио и телевизијске центре у земљи и многе иностране. Учесник је бројних домаћих и иностраних музичких фестивала. Од 1988. године наступа и са ћеркама Аном и Иреном као камерни ансамбл Трио Симонути, и до сада су имали преко две хиљаде наступа. Био је професор у музичкој школи „Мокрањац“ у Београду, до остварене пензије.

#### Животни пут
Трипо Симонути рођен је у Котору као четврто дете у породици која по прадеди Карлу води порекло из Италије. Отац Стево је био добар флаутиста и виолиниста, диригент оркестра блех музике у Котору, а радио је као грађевински предузимач.
Симонути је врло рано био дете разведених родитеља. Остао је са мајком Неђељком. Сестра Антонија је отишла у Италију, брат Леонид се преселио у Подгорицу, а сестра Луција на Цетиње, где је радила као глумица. Већ као дечак остао је сам, када му је мајка погинула приликом бомбардовања Херцег-Новог током Другог светског рат.
Сестра Луција га је узела код себе, и он је у позоришту у коме је она наступала, као дете глумио своје вршњаке. Тако је већ са 12 година почео да зарађује. На Цетињу је тада отворена музичка школа, и Симонути је почео да је похађа. Почео је уз клавир, али професор, Словенац Антон Погачар, је одлучио да је његов прави инструмент виолина. Ту црну школску виолину дечак Трипо је носио са собом и у кревет.
Већ после две године музичког школовања, професор Погачар је закључио да је основно музичко образовање завршено и да сада Трипо Симонути мора даље. Тако је Симонути је дошао код тетака у Београд, завршио средњу музичку школу, па Академију.
По биографији Трипа Симонутија, тог истакнутог уметника, године 1975. снимљен је и играни филм „Дечак и виолина“, једини југословенски биографски филм о уметнику класичне музике. Филм је добио низ признања у свету и код нас.

#### Професионални рад
Трипо Симонути је наступао широм Србије и бивше Југославије, као и у четрдесетак земаља света (Немачка, Француска, Белгија, Пољска, Аустрија, Холандија, Италија, Чешка, Данска, Мађарска, Румунија, Бугарска, Хрватска, Црна Гора, Босна и Херцеговина, Словенија, Македонија, Литванија, Естонија, Летонија, Русија, Кина, Монголија, Кувајт, Сирија, Либан, Египат, Иран, Ирак, Јордан, и др.) Наступао је са многим познатим оркестрима као солиста - Симфонијским оркестром РТС и ТВ Подгорица; Камерним оркестром Београда; Филхармонијом из Грајца и Државном филхармонијом Ростока, Немачка; Пекиншким Гуо Лиан оркестром у Кини; Монголском државном филхармонијом; војним оркестром „Станислав Бинички“; камерним оркестром „Про музика“; са скопском, београдском, нишком филхармонијом; Камерним оркестром из Ниша, камерним оркестром „Трио Симонути“ и др.
Такође је био и учесник многих домаћих и међународних фестивала - БЕМУС, Београд; „Ноћ звезда“, Париз; „Мокрањчеви дани“, Неготин; „Златна јесен“, Улан Батор, Монголија; БЕЛЕФ; Земунске музичке вечери; „Улцињско лето“, Улцињ; и др. У више наврата је имао концерте у организацији САНУ и Коларчеве задужбине. Своја дела му је посветио велики број композитора - Деспић, Херцигоња, Вауда, Хочевар, Расински, итд.
Занимљиво је да са 23 снимљене плоче Трипо Симонути заузима прво место по броју снимљених плоча једног уметника класичне музике у Југославији. Снимио је такође и три компакт диска, десетак аудио и видео касета, као и неколико компакт дискова за Радио Београд. Снимао је за све радио и ТВ центре у земљи, а такође и за совјетску, француску, кинеску, монголску, бугарску, хрватску, црногорску, словеначку, македонску телевизију.
Радни век је провео у музичкој школи "Стеван Мокрањац" у Београду као професор на одсеку за камерну музику.
Од 1988. је оснивач, члан, духовни и ’’биолошки” вођа камерног оркестра "Трио Симонути" који, осим њега, чине ћерке Ана (клавир) и Ирена (виолина).

## Награде
- 2015. године награда Удружења музичких уметника Србије (УМУС) за животно дело
- 2008. године је добио признање за врхунски допринос националној култури Републике Србије
- „Златна значка“ „за допринос развоју културе“ коју додељује Културно-просветна заједница Србије
- Прва награда Удружења композитора Монголије и прва награда публике на интернационалном музичком фестивалу „Златна јесен“ 1998. године у Улан Батору, Монголија, као члан Трија Симонути и као солиста
- Вукова награда 1988. год. за изузетан допринос развоју културе
- 1984. године Повеља Скупштине Црвеног крста Југославије
- 1982. године Златна значка Музичке омладине Југославије
- Орден рада са сребрним венцем Председника СФРЈ „за заслуге и постигнуте успехе у раду од значаја за напредак земље“ 1975. године
- Тринаестојулска награда 1971. год. „за високи уметнички домет у репродуктивној музици“

## Дискографија
- Незаборавне мелодије (1971)
- Трипо Симонути (1973)
- Успомене (1983)
- Ана и Трипо Симонути (1988)
- Минијатуре (1968)
- Трипо Симонути, Даниел Кирн ‎– Виолина, Оргуље (1978)
- Лабуд (1974)
- Трипо Симонути (1986)[4]
- Концерт за виолину и оркестар, композитор Божидар Трудић (1986)[5]